# Jugoszlávia az 1988. évi nyári olimpiai játékokon
Jugoszlávia a dél-koreai Szöulban megrendezett 1988. évi nyári olimpiai játékok egyik részt vevő nemzete volt. Az országot az olimpián 18 sportágban 155 sportoló képviselte, akik összesen 12 érmet szereztek.

## Érmesek
| Érem  | Versenyző | Sportág       | Versenyszám                    |
| ----- | --- | ------------- | ------------------------------ |
| Arany | Goran Maksimović | Sportlövészet | Férfi légpuska                 |
| Arany | Jasna Šekarić | Sportlövészet | Női légpisztoly                |
| Arany | Nemzeti válogatott Aleksandar Šoštar Deni Lušić Dubravko Šimenc Perica Bukić Veselin Ðuho Dragan Andrić Mirko Vičević Igor Gočanin Mislav Bezmalinović Tomislav Paškvalin Igor Milanović Goran Rađenović Renco Posinković                   | Vízilabda     | Férfi                          |
| Ezüst | Ilija Lupulesku Zoran Primorac | Asztalitenisz | Férfi páros                    |
| Ezüst | Šaban Trstena | Birkózás      | Szabadfogás, 52 kg             |
| Ezüst | Nemzeti válogatott Dražen Petrović Zdravko Radulović Zoran Čutura Toni Kukoč Žarko Paspalj Želimir Obradović Jurij Zdovc Stojko Vranković Vlade Divac Franjo Arapović Dino Rađa Danko Cvjetičanin                                           | Kosárlabda    | Férfi                          |
| Ezüst | Nemzeti válogatott Sztojna Vangelovszka Mara Lakić Žana Lelas Wild Eleonóra Kornelija Kvesić Danira Nakić Slađana Golić Polona Dornik Razija Mujanović Vesna Bajkuša Anđelija Arbutina Bojana Milošević                                     | Kosárlabda    | Női                            |
| Bronz | Gordana Perkučin Jasna Fazlić-Reed | Asztalitenisz | Női páros                      |
| Bronz | Bojan Prešern Sadik Mujkič | Evezés        | Férfi kormányos nélküli kettes |
| Bronz | Nemzeti válogatott Rolando Pušnik Momir Rnić Muhamed Memić Zlatko Saračević Iztok Puc Goran Perkovac Irfan Smajlagić Zlatko Portner Veselin Vujović Jožef Holpert Boris Jarak Mirko Bašić Alvaro Načinović Slobodan Kuzmanovski Ermin Velić | Kézilabda     | Férfi                          |
| Bronz | Damir Škaro | Ökölvívás     | Félnehézsúly                   |
| Bronz | Jasna Šekarić | Sportlövészet | Női sportpisztoly              |

## Asztalitenisz
Férfi
| Versenyző                      | Versenyszám | Csoportkör | Csoportkör | Nyolcaddöntő                                             | Negyeddöntő                                                                 | Elődöntő                                                                             | Döntő                                                                         | Helyezés |
| Versenyző                      | Versenyszám | Ellenfél Eredmény | Hely.      | Ellenfél Eredmény                                        | Ellenfél Eredmény                                                           | Ellenfél Eredmény                                                                    | Ellenfél Eredmény                                                             | Helyezés |
| ------------------------------ | ----------- | --- | ---------- | -------------------------------------------------------- | --------------------------------------------------------------------------- | ------------------------------------------------------------------------------------ | ----------------------------------------------------------------------------- | -------- |
| Zoran Primorac                 | Egyes       | D csoport · Sujay Ghorpade (IND) · 3:0 · Andrzej Grubba (POL) · 0:3 · Francisco López (VEN) · 3:0 · Jörg Roßkopf (FRG) · 3:1 · Mijazaki Josihito (JPN) · 3:0 · Atanda Musa (NGR) · 1:3 · Gary Haberl (AUS) · 3:0 | 2.         | Ju Namgju (Yu Nam-Gyu) (KOR) · 19–21, 7–21, 15–21        | kiesett                                                                     | kiesett                                                                              | kiesett                                                                       | 9.       |
| Ilija Lupulesku                | Egyes       | H csoport · Garfield Jones (JAM) · 3:0 · Ono Szeidzsi (JPN) · 3:1 · Liu Fuk Man (HKG) · 3:0 · Kim Van (Kim Wan) (KOR) · 3:0 · Andrej Mazunov (URS) · 3:2 · Massimo Costantini (ITA) · 3:1 · Marcos Núñez (CHI) · 3:0 | 1.         | Csen Lung-can (Chen Longcan) (CHN) · 13–21, 18–21, 11–21 | kiesett                                                                     | kiesett                                                                              | kiesett                                                                       | 9.       |
| Zoran Kalinić                  | Egyes       | F csoport · Farjad Saif (PAK) · 1:3 · Raymundo Fermín (DOM) · 3:0 · Cláudio Kano (BRA) · 3:2 · Ashraf Helmy (EGY) · 3:0 · Erik Lindh (SWE) · 2:3 · Desmond Douglas (GBR) · 0:3 · Huang Huj-csie (Huang Huei-Chieh) (TPE) · 1:3 | 5.         | kiesett                                                  | kiesett                                                                     | kiesett                                                                              | kiesett                                                                       | 33.      |
| Ilija Lupulesku Zoran Primorac | Páros       | C csoport · Szovjetunió (URS) · Andrej Mazunov · Borisz Rozenberh · 2:0 · Kína (CHN) · Csiang Csia-liang (Jiang Jialiang) · Hszü Ceng-caj (Xu Zengcai) · 0:2 · Mauritius (MRI) · Alain Choo Choy · Gilany Hosnani · 2:0 · Tajvan (TPE) · Huang Huj-csie (Huang Huei-Chieh) · Vu Ven-csia (Wu Wen-Chia) · 2:1 · Kanada (CAN) · Joe Ng · Horatio Pintea · 2:0 · Franciaország (FRA) · Jean-Philippe Gatien · Patrick Birocheau · 2:0 · Nigéria (NGR) · Atanda Musa · Titus Omotara · 2:1 | 2.         |                                                          | Svédország (SWE) · Jan-Ove Waldner · Mikael Appelgren · 21–19, 19–21, 21–19 | Dél-Korea (KOR) · Kim Githek (Kim Gi-Taek) · Kim Van (Kim Wan) · 23–21, 19–21, 21–15 | Kína (CHN) · Csen Lung-can (Chen Longcan) · Iszeki Szeikó · 22–20, 8–21, 9–21 |          |

Női
| Versenyző                          | Versenyszám | Csoportkör | Csoportkör | Nyolcaddöntő      | Negyeddöntő                                                           | Elődöntő                                                                                | Döntő                                                                          | Helyezés |
| Versenyző                          | Versenyszám | Ellenfél Eredmény | Hely.      | Ellenfél Eredmény | Ellenfél Eredmény                                                     | Ellenfél Eredmény                                                                       | Ellenfél Eredmény                                                              | Helyezés |
| ---------------------------------- | ----------- | --- | ---------- | ----------------- | --------------------------------------------------------------------- | --------------------------------------------------------------------------------------- | ------------------------------------------------------------------------------ | -------- |
| Jasna Fazlić-Reed                  | Egyes       | E csoport · Katja Nolten (FRG) · 3:2 · Kuburat Owolabi (NGR) · 3:0 · Hjon Dzsonghva (Hyeon Jeong-Hwa) (KOR) · 1:3 · Hosino Mika (JPN) · 0:3 · Mónica Liyau (PER) · 3:0 | 3.         | kiesett           | kiesett                                                               | kiesett                                                                                 | kiesett                                                                        | 17.      |
| Gordana Perkučin                   | Egyes       | G csoport · Alena Šafářová (TCH) · 0:3 · Nihal Meshref (EGY) · 3:0 · Hae-Ja Kim de Rimasa (ARG) · 3:0 · Bettine Vriesekoop (NED) · 0:3 · Daniela Gergelcseva (BUL) · 2:3 | 4.         | kiesett           | kiesett                                                               | kiesett                                                                                 | kiesett                                                                        | 25.      |
| Gordana Perkučin Jasna Fazlić-Reed | Páros       | A csoport · Hongkong (HKG) · Höü Szou-hung (Hui So Hung) · Mók Khá-szá (Mok Ka Sha) · 2:0 · Nigéria (NGR) · Iyabo Akanmu · Kuburat Owolabi · 2:0 · Dél-Korea (KOR) · Hjon Dzsonghva (Hyeon Jeong-Hwa) · Jang Jongdzsa (Yang Yeong-Ja) · 0:2 · Szovjetunió (URS) · Flyura Bulatova-Abbate · Olena Kovtun · 0:2 · Ausztrália (AUS) · Kerri Tepper · Nadia Bisiach · 2:0 · Magyarország (HUN) · Bátorfi Csilla · Urbán Edit · 2:0 · Tajvan (TPE) · Csang Hsziu-jü (Chang Hsiu-Yu) · Lin Li-zsu (Lin Li-Ju) · 2:0 | 3.         |                   | Csehszlovákia (TCH) · Marie Hrachová · Renata Kasalová · 21–19, 21–17 | Kína (CHN) · Csen Csing (Chen Jing) · Csiao Cse-min (Jiao Zhimin) · 19–21, 21–14, 18–21 | Bronzmérkőzés · Japán (JPN) · Isida Kijomi · Hosino Mika · 21–14, 11–21, 21–16 |          |

## Atlétika
Férfi
| Versenyző                                                           | Versenyszám     | Előfutam | Előfutam | Előfutam | Negyeddöntő | Negyeddöntő | Negyeddöntő | Elődöntő | Elődöntő | Elődöntő | Döntő   | Döntő    |
| Versenyző                                                           | Versenyszám     | Idő      | Hely.    | Össz.    | Idő         | Hely.       | Össz.       | Idő      | Hely.    | Össz.    | Idő     | Helyezés |
| ------------------------------------------------------------------- | --------------- | -------- | -------- | -------- | ----------- | ----------- | ----------- | -------- | -------- | -------- | ------- | -------- |
| Slobodan Branković                                                  | 400 m           | 46,59    | 5.       | 25.      | kiesett     | kiesett     | kiesett     | kiesett  | kiesett  | kiesett  | kiesett | kiesett  |
| Ismail Mačev                                                        | 400 m           | 46,37    | 5.       | 20.*     | kiesett     | kiesett     | kiesett     | kiesett  | kiesett  | kiesett  | kiesett | kiesett  |
| Slobodan Popović                                                    | 800 m           | 1:46,49  | 3.       | 3.       | 1:45,30     | 2.          | 3.          | 1:45,11  | 6.       | 10.      | kiesett | kiesett  |
| Branko Zorko                                                        | 1500 m          | 3:45,52  | 9.       | 36.      |             |             |             | kiesett  | kiesett  | kiesett  | kiesett | kiesett  |
| Mirko Vindiš                                                        | Maraton         |          |          |          |             |             |             |          |          |          | 2:17:47 | 25.      |
| Branislav Karaulić                                                  | 400 m gát       | 51,32    | 5.       | 28.      |             |             |             | kiesett  | kiesett  | kiesett  | kiesett | kiesett  |
| Rok Kopitar                                                         | 400 m gát       | 50,54    | 5.       | 22.      |             |             |             | kiesett  | kiesett  | kiesett  | kiesett | kiesett  |
| Branislav Karaulić Slobodan Popović Slobodan Branković Ismail Mačev | 4 × 400 m váltó | 3:05,62  | 2.       | 6.       |             |             |             | 3:01,59  | 5.       | 5.       | kiesett | kiesett  |

| Versenyző      | Versenyszám   | Selejtező | Selejtező | Döntő    | Döntő    |
| Versenyző      | Versenyszám   | Eredmény  | Helyezés  | Eredmény | Helyezés |
| -------------- | ------------- | --------- | --------- | -------- | -------- |
| Sejad Krdžalić | Gerelyhajítás | 79,90 m   | 10.       | 73,28 m  | 12.      |

Női
| Versenyző          | Versenyszám | Előfutam | Előfutam | Előfutam | Elődöntő | Elődöntő | Elődöntő | Döntő   | Döntő    |
| Versenyző          | Versenyszám | Idő      | Hely.    | Össz.    | Idő      | Hely.    | Össz.    | Idő     | Helyezés |
| ------------------ | ----------- | -------- | -------- | -------- | -------- | -------- | -------- | ------- | -------- |
| Slobodanka Čolović | 800 m       | 2:01,80  | 2.       | 8.       | 1:58,49  | 3.       | 4.       | 1:57,50 | 4.       |

| Versenyző        | Versenyszám | Selejtező | Selejtező | Döntő    | Döntő    |
| Versenyző        | Versenyszám | Eredmény  | Helyezés  | Eredmény | Helyezés |
| ---------------- | ----------- | --------- | --------- | -------- | -------- |
| Biljana Petrović | Magasugrás  | 180 cm    | 22.       | kiesett  | kiesett  |

* - egy másik versenyzővel azonos eredményt ért el

## Birkózás
Kötöttfogású
| Versenyző      | Versenyszám | Vigaszágas kiesés | Vigaszágas kiesés | Helyosztók        | Helyosztók                                           | Bronz- mérkőzés   | Döntő             | Helyezés    |
| Versenyző      | Versenyszám | Vigaszágas kiesés | Vigaszágas kiesés | 7. helyért        | 5. helyért                                           | Bronz- mérkőzés   | Döntő             | Helyezés    |
| Versenyző      | Versenyszám | Ellenfél Eredmény | Hely.             | Ellenfél Eredmény | Ellenfél Eredmény                                    | Ellenfél Eredmény | Ellenfél Eredmény | Helyezés    |
| -------------- | ----------- | --- | ----------------- | ----------------- | ---------------------------------------------------- | ----------------- | ----------------- | ----------- |
| Zoran Galović  | 57 kg       | A csoport · Sztojan Balov (BUL) · 0–16 · Keijo Pehkonen (FIN) · 1–6 | 10.               | kiesett           | kiesett                                              | kiesett           | kiesett           | helyezetlen |
| Nandor Sabo    | 68 kg       | A csoport · Tapio Sipilä (FIN) · 0–13 · Saïd Souaken (MAR) · passzivitás · Claudio Pasarelli (FRG) · 4–3 · Ókubo Jaszuhiro (JPN) · 1–2                                                                                        | 6.                | kiesett           | kiesett                                              | kiesett           | kiesett           | helyezetlen |
| Franc Podlesek | 74 kg       | A csoport · Óscar Sánchez (ESP) · kétvállas · David Butler (USA) · passzivitás · Józef Tracz (POL) · 5–0 · Boriszlav Velicskov (BUL) · 0–1                                                                                    | 5.                | kiesett           | kiesett                                              | kiesett           | kiesett           | helyezetlen |
| Goran Kasum    | 82 kg       | B csoport · Timo Niemi (FIN) · passzivitás · Kim Szanggju (Kim Sang-Gyu) (KOR) · 0–3 · a 3. fordulóban erőnyerő · Bogdan Daras (POL) · passzivitás · Mihail Mamiasvili (URS) · 3–6                                            | 3.                |                   | Magnus Fredriksson (SWE) · passzivitás               |                   |                   | 5.          |
| Bernard Ban    | 90 kg       | B csoport · Harri Koskela (FIN) · 0–4 · Vlagyimir Popov (URS) · 0–15 | 9.                | kiesett           | kiesett                                              | kiesett           | kiesett           | helyezetlen |
| Jožef Tertei   | 100 kg      | A csoport · Dušan Masár (TCH) · passzivitás · Fukube Maszahiko (JPN) · 17–2 · Vasile Andrei (ROU) · 1–0 · Andrzej Wroński (POL) · 0–1 · Guram Gedehauri (URS) · 4–0 · a 6. fordulóban erőnyerő · Dennis Koslowski (USA) · 0–2 | 3.                |                   | Ju Jongjol (Yu Yeong-Yeol) (KOR) · feladta (sérülés) |                   |                   | 5.          |

Szabadfogású
| Versenyző       | Versenyszám | Vigaszágas kiesés | Vigaszágas kiesés | Helyosztók        | Helyosztók        | Bronz- mérkőzés   | Döntő                     | Helyezés    |
| Versenyző       | Versenyszám | Vigaszágas kiesés | Vigaszágas kiesés | 7. helyért        | 5. helyért        | Bronz- mérkőzés   | Döntő                     | Helyezés    |
| Versenyző       | Versenyszám | Ellenfél Eredmény | Hely.             | Ellenfél Eredmény | Ellenfél Eredmény | Ellenfél Eredmény | Ellenfél Eredmény         | Helyezés    |
| --------------- | ----------- | --- | ----------------- | ----------------- | ----------------- | ----------------- | ------------------------- | ----------- |
| Šaban Trstena   | 52 kg       | A csoport · Ousmane Diallo (GUI) · 15–0 · Carlos Negron (PUR) · 16–1 · a 3. fordulóban erőnyerő · Majid Torkan (IRI) · feladta (sérülés) · Valentin Jordanov (BUL) · 11–5 · Arslan Seyhanlı (TUR) · 7–3 · Volodimir Tohuzov (URS) · 3–0 | 1.                |                   |                   |                   | Szató Micuru (JPN) · 2–13 |             |
| Zoran Šorov     | 57 kg       | B csoport · Jorge Olvera (MEX) · 11–1 · No Gjongszon (No Gyeong-Seon) (KOR) · 5–9 · Haltma Abttul (MGL) · 1–9 | 6.                | kiesett           | kiesett           | kiesett           | kiesett                   | helyezetlen |
| Šaban Sejdi     | 74 kg       | B csoport · az 1. fordulóban erőnyerő · Fitz Walker (GBR) · 10–0 · Adama Damballey (GAM) · kétvállas · Kenny Monday (USA) · 0–4 · Jun Gjongdzse (Yun Gyeong-Jae) (KOR) · 2–4                                                            | 5.                | kiesett           | kiesett           | kiesett           | kiesett                   | helyezetlen |
| Čedo Nikolovski | 82 kg       | A csoport · Csi Man-hszien (Chi Man-Hsien) (TPE) · kétvállas · Oumar N’Gom (SEN) · 6–1 · Moustafa Ramada Hussain (EGY) · 6–4 · azonos · Han Mjongu (Han Myeong-U) (KOR) · 0–10                                                          | 5.                | kiesett           | kiesett           | kiesett           | kiesett                   | helyezetlen |

## Cselgáncs
| Versenyző       | Versenyszám | Csoport | Selejtező                                 | 32-es főtábla                                  | Nyolcaddöntő      | Negyeddöntő       | Elődöntő          | Vigaszág nyolcaddöntő | Vigaszág negyeddöntő             | Vigaszág elődöntő | Bronz- mérkőzés   | Döntő             | Helyezés |
| Versenyző       | Versenyszám | Csoport | Ellenfél Eredmény                         | Ellenfél Eredmény                              | Ellenfél Eredmény | Ellenfél Eredmény | Ellenfél Eredmény | Ellenfél Eredmény     | Ellenfél Eredmény                | Ellenfél Eredmény | Ellenfél Eredmény | Ellenfél Eredmény | Helyezés |
| --------------- | ----------- | ------- | ----------------------------------------- | ---------------------------------------------- | ----------------- | ----------------- | ----------------- | --------------------- | -------------------------------- | ----------------- | ----------------- | ----------------- | -------- |
| Drago Bećanović | Harmatsúly  | B       | Meziane Dahmani (ALG) · 0000 (bírói)–0000 | I Gjonggun (Lee Gyeong-Geun) (KOR) · 0000–1000 |                   |                   |                   |                       | Claudio Yafuso (ARG) · 0021–0100 | kiesett           | kiesett           |                   | 9.       |
| Filip Leščak    | Váltósúly   | A       | erőnyerő                                  | Okada Hirotaka (JPN) · 0000–0020               | kiesett           | kiesett           | kiesett           |                       |                                  |                   |                   |                   | 20.      |
| Ivan Todorov    | Középsúly   | A       | erőnyerő                                  | Odvogiin Baljinnyam (MGL) · 0000–1000          | kiesett           | kiesett           | kiesett           |                       |                                  |                   |                   |                   | 19.      |
| Dragomir Kusmuk | Nehézsúly   | B       |                                           | Grigorij Vericsev (URS) · 0000–0101            | kiesett           | kiesett           | kiesett           |                       |                                  |                   |                   |                   | 19.      |

## Evezés
Férfi
| Versenyző                                                           | Versenyszám              | Előfutam | Előfutam | Vigaszág | Vigaszág | Elődöntő | Elődöntő | Döntő | Döntő   | Döntő | Helyezés |
| Versenyző                                                           | Versenyszám              | Idő      | Hely.    | Idő      | Hely.    | Idő      | Hely.    | Típus | Idő     | Hely. | Helyezés |
| ------------------------------------------------------------------- | ------------------------ | -------- | -------- | -------- | -------- | -------- | -------- | ----- | ------- | ----- | -------- |
| Bojan Prešern Sadik Mujkič                                          | Kormányos nélküli kettes | 6:36,35  | 1.       |          |          | 6:49,44  | 2.       | A     | 6:41,01 | 3.    |          |
| Roman Ambrožič Milan Janša Sašo Mirjanič                            | Kormányos kettes         | 7:14,96  | 2.       |          |          | 7:09,45  | 4.       | B     | 7:15,82 | 2.    | 8.       |
| Sead Marušić Lazo Pivač Zlatko Celent Vladimir Banjanac Darko Varga | Kormányos négyes         | 6:12,33  | 3.       |          |          | 6:15,72  | 3.       | A     | 6:23,28 | 6.    | 6.       |

## Kajak-kenu
Férfi
| Versenyző                   | Versenyszám        | Előfutam | Előfutam | Előfutam | Vigaszág       | Vigaszág       | Vigaszág       | Elődöntő | Elődöntő | Elődöntő | Döntő   | Döntő    |
| Versenyző                   | Versenyszám        | Idő      | Hely.    | Össz.    | Idő            | Hely.          | Össz.          | Idő      | Hely.    | Össz.    | Idő     | Helyezés |
| --------------------------- | ------------------ | -------- | -------- | -------- | -------------- | -------------- | -------------- | -------- | -------- | -------- | ------- | -------- |
| Ivan Šabjan                 | Kenu egyes 500 m   | 2:00,55  | 4.       | 9.       | verseny nélkül | verseny nélkül | verseny nélkül | 1:55,99  | 4.       | 8.       | kiesett | kiesett  |
| Ivan Šabjan                 | Kenu egyes 1000 m  | 4:11,54  | 4.       | 7.       | 4:20,82        | 1.             | 3.             | 4:08,75  | 3.       | 6.       | 4:24,67 | 8.       |
| Mirko Nišović Matija Ljubek | Kenu kettes 1000 m | 4:02,10  | 5.       | 13.      | erőnyerő       | erőnyerő       | erőnyerő       | 3:59,04  | 5.       | 11.      | kiesett | kiesett  |

## Kerékpározás

### Országúti kerékpározás
Férfi
| Versenyző                                          | Versenyszám     | Idő                  | Helyezés |
| -------------------------------------------------- | --------------- | -------------------- | -------- |
| Rajko Čubrić                                       | Mezőnyverseny   | 4:32:56 (+0:34)      | 30.      |
| Mićo Brković                                       | Mezőnyverseny   | 4:32:56 (+0:34)      | 32.      |
| Valter Bonča                                       | Mezőnyverseny   | 4:32:56 (+0:34)      | 78.      |
| Valter Bonča Sandi Papež Robert Šebenik Jože Smole | Csapat időfutam | 2:05:35,1 (+07:47,4) | 15.      |

## Kézilabda

### Férfi
| Jugoszláv férfi kézilabdacsapat-játékoskeret                                                                                     | Jugoszláv férfi kézilabdacsapat-játékoskeret                                                                          |
| --- | --- |
| - Rolando Pušnik - Momir Rnić - Muhamed Memić - Zlatko Saračević - Iztok Puc - Goran Perkovac - Irfan Smajlagić - Zlatko Portner | - Veselin Vujović - Jožef Holpert - Boris Jarak - Mirko Bašić - Alvaro Načinović - Slobodan Kuzmanovski - Ermin Velić |

#### Eredmények
Csoportkör
A csoport
| Csapat                 | M | Gy | D | V | G+  | G–  | Gk  | P  |
| ---------------------- | - | -- | - | - | --- | --- | --- | -- |
| Szovjetunió (URS)      | 5 | 5  | 0 | 0 | 130 | 82  | +48 | 10 |
| Jugoszlávia (YUG)      | 5 | 3  | 1 | 1 | 116 | 111 | +5  | 7  |
| Svédország (SWE)       | 5 | 3  | 0 | 2 | 106 | 91  | +15 | 6  |
| Izland (ISL)           | 5 | 2  | 1 | 2 | 96  | 102 | –6  | 5  |
| Algéria (ALG)          | 5 | 1  | 0 | 4 | 89  | 109 | –20 | 2  |
| Egyesült Államok (USA) | 5 | 0  | 0 | 5 | 83  | 125 | –42 | 0  |

| 1988. szeptember 20. 10:00 | Jugoszlávia (YUG) | 18–24 | Szovjetunió (URS) |  |
| 1988. szeptember 20. 10:00 | (7–10)            |       |                   |  |
| 1988. szeptember 20. 10:00 |                   |       |                   |  |

| 1988. szeptember 22. 10:00 | Jugoszlávia (YUG) | 31–25 | Egyesült Államok (USA) |  |
| 1988. szeptember 22. 10:00 | (17–11)           |       |                        |  |
| 1988. szeptember 22. 10:00 |                   |       |                        |  |

| 1988. szeptember 24. 10:00 | Jugoszlávia (YUG) | 23–22 | Algéria (ALG) |  |
| 1988. szeptember 24. 10:00 | (10–11)           |       |               |  |
| 1988. szeptember 24. 10:00 |                   |       |               |  |

| 1988. szeptember 26. 10:00 | Jugoszlávia (YUG) | 19–19 | Izland (ISL) |  |
| 1988. szeptember 26. 10:00 | (8–10)            |       |              |  |
| 1988. szeptember 26. 10:00 |                   |       |              |  |

| 1988. szeptember 28. 18:00 | Jugoszlávia (YUG) | 25–21 | Svédország (SWE) |  |
| 1988. szeptember 28. 18:00 | (14–10)           |       |                  |  |
| 1988. szeptember 28. 18:00 |                   |       |                  |  |

Bronzmérkőzés
| 1988. október 1. 15:00 | Jugoszlávia (YUG) | 27–23 | Magyarország (HUN) |  |
| 1988. október 1. 15:00 | (12–13)           |       |                    |  |
| 1988. október 1. 15:00 |                   |       |                    |  |

| Csapat            | Helyezés |
| ----------------- | -------- |
| Jugoszlávia (YUG) |          |

### Női
| Jugoszláv női kézilabdacsapat-játékoskeret | Jugoszláv női kézilabdacsapat-játékoskeret                                                                                              |
| --- | --- |
| - Desanka Stojanović - Dragana Pešić - Dragica Ðurić - Ljiljana Marković - Ljiljana Mugoša - Ljubinka Janković - Mirjana Ðurica - Mirjana Krstić | - Nataša Kolega - Slavica Djukić - Slavica Rinčić - Svetlana Mičić - Svetlana Mugoša-Antić - Svetlana Anastasovski-Obućina - Zita Galic |

#### Eredmények
Csoportkör
A csoport
| Csapat                 | M | Gy | D | V | G+ | G– | Gk  | P |
| ---------------------- | - | -- | - | - | -- | -- | --- | - |
| Dél-Korea (KOR)        | 3 | 2  | 0 | 1 | 76 | 67 | +9  | 4 |
| Jugoszlávia (YUG)      | 3 | 2  | 0 | 1 | 58 | 58 | +0  | 4 |
| Csehszlovákia (TCH)    | 3 | 2  | 0 | 1 | 81 | 69 | +12 | 4 |
| Egyesült Államok (USA) | 3 | 0  | 0 | 3 | 55 | 76 | –21 | 0 |

- Dél-Korea, Jugoszlávia és Csehszlovákia között a sorrendet az egymás elleni eredmény határozta meg.

| 1988. szeptember 21. 14:00 | Jugoszlávia (YUG) | 19–18 | Egyesült Államok (USA) |  |
| 1988. szeptember 21. 14:00 | (10–8)            |       |                        |  |
| 1988. szeptember 21. 14:00 |                   |       |                        |  |

| 1988. szeptember 23. 14:00 | Jugoszlávia (YUG) | 22–19 | Dél-Korea (KOR) |  |
| 1988. szeptember 23. 14:00 | (10–13)           |       |                 |  |
| 1988. szeptember 23. 14:00 |                   |       |                 |  |

| 1988. szeptember 25. 14:00 | Csehszlovákia (TCH) | 21–17 | Jugoszlávia (YUG) |  |
| 1988. szeptember 25. 14:00 | (8–7)               |       |                   |  |
| 1988. szeptember 25. 14:00 |                     |       |                   |  |

Négyes döntő
| Csapat            | M | Gy | D | V | G+ | G– | Gk | P |
| ----------------- | - | -- | - | - | -- | -- | -- | - |
| Dél-Korea (KOR)   | 3 | 2  | 0 | 1 | 63 | 61 | +2 | 4 |
| Norvégia (NOR)    | 3 | 1  | 1 | 1 | 59 | 57 | +2 | 3 |
| Szovjetunió (URS) | 3 | 1  | 1 | 1 | 56 | 55 | +1 | 3 |
| Jugoszlávia (YUG) | 3 | 1  | 0 | 2 | 52 | 57 | –5 | 2 |

| 1988. szeptember 27. 11:30 | Jugoszlávia (YUG) | 15–18 | Szovjetunió (URS) |  |
| 1988. szeptember 27. 11:30 | (8–9)             |       |                   |  |
| 1988. szeptember 27. 11:30 |                   |       |                   |  |

| 1988. szeptember 29. 11:30 | Jugoszlávia (YUG) | 15–20 | Norvégia (NOR) |  |
| 1988. szeptember 29. 11:30 | (10–9)            |       |                |  |
| 1988. szeptember 29. 11:30 |                   |       |                |  |

| Csapat            | Helyezés |
| ----------------- | -------- |
| Jugoszlávia (YUG) | 4.       |

## Kosárlabda

### Férfi
| Jugoszláv férfi kosárlabdacsapat-játékoskeret                                                         | Jugoszláv férfi kosárlabdacsapat-játékoskeret                                                    |
| --- | ------------------------------------------------------------------------------------------------ |
| - Dražen Petrović - Zdravko Radulović - Zoran Čutura - Toni Kukoč - Žarko Paspalj - Želimir Obradović | - Jurij Zdovc - Stojko Vranković - Vlade Divac - Franjo Arapović - Dino Rađa - Danko Cvjetičanin |

#### Eredmények
Csoportkör
A csoport
| Csapat                          | M | Gy | V | P+  | P–  | Pk  |
| ------------------------------- | - | -- | - | --- | --- | --- |
| Jugoszlávia (YUG)               | 5 | 4  | 1 | 468 | 384 | +84 |
| Szovjetunió (URS)               | 5 | 4  | 1 | 460 | 393 | +67 |
| Ausztrália (AUS)                | 5 | 3  | 2 | 429 | 408 | +21 |
| Puerto Rico (PUR)               | 5 | 3  | 2 | 382 | 387 | –5  |
| Közép-afrikai Köztársaság (CAF) | 5 | 1  | 4 | 346 | 436 | –90 |
| Dél-Korea (KOR)                 | 5 | 0  | 5 | 384 | 461 | –77 |

| 1988. szeptember 18. | Szovjetunió (URS) | 79–92 | Jugoszlávia (YUG) |  |
| 1988. szeptember 18. | (33–39)           |       |                   |  |

| 1988. szeptember 20. | Közép-afrikai Köztársaság (CAF) | 61–102 | Jugoszlávia (YUG) |  |
| 1988. szeptember 20. | (21–51)                         |        |                   |  |

| 1988. szeptember 21. | Dél-Korea (KOR) | 92–104 | Jugoszlávia (YUG) |  |
| 1988. szeptember 21. | (46–48)         |        |                   |  |

| 1988. szeptember 23. | Ausztrália (AUS) | 78–98 | Jugoszlávia (YUG) |  |
| 1988. szeptember 23. | (43–52)          |       |                   |  |

| 1988. szeptember 24. | Puerto Rico (PUR) | 74–72 | Jugoszlávia (YUG) |  |
| 1988. szeptember 24. | (36–37)           |       |                   |  |

Negyeddöntő
| 1988. szeptember 26. | Jugoszlávia (YUG) | 96–73 | Kanada (CAN) |  |
| 1988. szeptember 26. | (40–26)           |       |              |  |

Elődöntő
| 1988. szeptember 28. | Ausztrália (AUS) | 70–91 | Jugoszlávia (YUG) |  |
| 1988. szeptember 28. | (31–44)          |       |                   |  |

Döntő
| 1988. szeptember 30. | Szovjetunió (URS) | 76–63 | Jugoszlávia (YUG) |  |
| 1988. szeptember 30. | (31–28)           |       |                   |  |

| Csapat            | Helyezés |
| ----------------- | -------- |
| Jugoszlávia (YUG) |          |

### Női
| Jugoszláv női kosárlabdacsapat-játékoskeret                                                        | Jugoszláv női kosárlabdacsapat-játékoskeret                                                               |
| -------------------------------------------------------------------------------------------------- | --- |
| - Sztojna Vangelovszka - Mara Lakić - Žana Lelas - Wild Eleonóra - Kornelija Kvesić - Danira Nakić | - Slađana Golić - Polona Dornik - Razija Mujanović - Vesna Bajkuša - Anđelija Arbutina - Bojana Milošević |

#### Eredmények
Csoportkör
B csoport
| Csapat                 | M | Gy | V | P+  | P–  | Pk  | P |
| ---------------------- | - | -- | - | --- | --- | --- | - |
| Egyesült Államok (USA) | 3 | 3  | 0 | 282 | 234 | +48 | 6 |
| Jugoszlávia (YUG)      | 3 | 2  | 1 | 199 | 211 | –12 | 5 |
| Kína (CHN)             | 3 | 1  | 2 | 200 | 214 | –14 | 4 |
| Csehszlovákia (TCH)    | 3 | 0  | 3 | 202 | 224 | –22 | 3 |

| 1988. szeptember 19. | Kína (CHN) | 53–56 | Jugoszlávia (YUG) |  |
| 1988. szeptember 19. | (32–35)    |       |                   |  |

| 1988. szeptember 22. | Egyesült Államok (USA) | 101–74 | Jugoszlávia (YUG) |  |
| 1988. szeptember 22. | (55–40)                |        |                   |  |

| 1988. szeptember 25. | Csehszlovákia (TCH) | 57–69 | Jugoszlávia (YUG) |  |
| 1988. szeptember 25. | (15–41)             |       |                   |  |

Elődöntők
| 1988. szeptember 27. | Ausztrália (AUS) | 56–57 | Jugoszlávia (YUG) |  |
| 1988. szeptember 27. | (30–32)          |       |                   |  |

Döntő
| 1988. szeptember 29. | Egyesült Államok (USA) | 77–70 | Jugoszlávia (YUG) |  |
| 1988. szeptember 29. | (42–36)                |       |                   |  |

| Csapat            | Helyezés |
| ----------------- | -------- |
| Jugoszlávia (YUG) |          |

## Labdarúgás
| Jugoszláv férfi labdarúgócsapat-játékoskeret | Jugoszláv férfi labdarúgócsapat-játékoskeret |
| --- | --- |
| - Cvijan Milošević - Davor Jozić - Davor Šuker - Dragan Stojković - Dragoje Leković - Dragoljub Brnović - Duško Milinković - Ivica Barbarić - Mirko Mihić | - Predrag Spasić - Refik Šabanadžović - Semir Tuce - Srečko Katanec - Stevan Stojanović - Toni Szavevszki - Vladislav Ðukić - Vujadin Sztanojkovics |

### Eredmények
Csoportkör
D csoport
| Csapat            | M | Gy | D | V | Rg | Kg | Gk | P |
| ----------------- | - | -- | - | - | -- | -- | -- | - |
| Brazília (BRA)    | 3 | 3  | 0 | 0 | 9  | 1  | +8 | 6 |
| Ausztrália (AUS)  | 3 | 2  | 0 | 1 | 2  | 3  | –1 | 4 |
| Jugoszlávia (YUG) | 3 | 1  | 0 | 2 | 4  | 4  | 0  | 2 |
| Nigéria (NGR)     | 3 | 0  | 0 | 3 | 1  | 8  | –7 | 0 |

| 1988. szeptember 18. 17:00 (UTC+9) |

| Ausztrália (AUS) | 1–0               | Jugoszlávia (YUG) |
| ---------------- | ----------------- | ----------------- |
| Farina 48'       | (0–0) Jegyzőkönyv |                   |

| Gwangju Stadium, Gwangju Nézőszám: 12 000 Játékvezető: Juan Loustau (argentin) |

| 1988. szeptember 20. 17:00 (UTC+9) |

| Jugoszlávia (YUG)                  | 3–1               | Nigéria (NGR) |
| ---------------------------------- | ----------------- | ------------- |
| Stojković 35' 67' Šabanadžović 49' | (1–0) Jegyzőkönyv | Yekini 88'    |

| Hanbat Stadium, Daejeon Nézőszám: 24 000 Játékvezető: Choi Gil-Soo (dél-koreai) |

| 1988. szeptember 22. 19:00 (UTC+9) |

| Jugoszlávia (YUG) | 1–2               | Brazília (BRA)            |
| ----------------- | ----------------- | ------------------------- |
| Šabanadžović 69'  | (0–1) Jegyzőkönyv | André Cruz 25' Bebeto 56' |

| Hanbat Stadium, Daejeon Nézőszám: 31 200 Játékvezető: Aleksej Spirin (szovjet) |

| Csapat            | Helyezés |
| ----------------- | -------- |
| Jugoszlávia (YUG) | 9.       |

## Ökölvívás
| Versenyző            | Versenyszám     | Selejtező                       | 32-es főtábla                   | Nyolcaddöntő                             | Negyeddöntő                  | Elődöntő                                     | Döntő             | Helyezés |
| Versenyző            | Versenyszám     | Ellenfél Eredmény               | Ellenfél Eredmény               | Ellenfél Eredmény                        | Ellenfél Eredmény            | Ellenfél Eredmény                            | Ellenfél Eredmény | Helyezés |
| -------------------- | --------------- | ------------------------------- | ------------------------------- | ---------------------------------------- | ---------------------------- | -------------------------------------------- | ----------------- | -------- |
| Ljubiša Simić        | Pehelysúly      | erőnyerő                        | Mehak Gazarjan (URS) · 0:5      | kiesett                                  | kiesett                      | kiesett                                      | kiesett           | 17.      |
| Vukašin Dobrašinović | Kisváltósúly    | Boriszlav Abadzsiev (BUL) · 3:2 | Adrian Carew-Dodson (GUY) · 1:4 | kiesett                                  | kiesett                      | kiesett                                      | kiesett           | 17.      |
| Đorđe Petronijević   | Váltósúly       | erőnyerő                        | Robert Wangila (KEN) · RSC      | kiesett                                  | kiesett                      | kiesett                                      | kiesett           | 17.      |
| Darko Dukić          | Középsúly       | erőnyerő                        | Viliamu Lesiva (WSM) · RSC      | Egerton Marcus (CAN) · KO                | kiesett                      | kiesett                                      | kiesett           | 9.       |
| Damir Škaro          | Félnehézsúly    |                                 | Dejan Kirilov (BUL) · 3:2       | Osmond Imadiyi (NGR) · 5:0               | Joseph Akhasamba (KEN) · 5:0 | Nurmagomed Sanavazov (URS) · mérkőzés nélkül | kiesett           |          |
| Željko Mavrović      | Nehézsúly       |                                 | erőnyerő                        | Pek Hjonman (Baek Hyeon-Man) (KOR) · 0:5 | kiesett                      | kiesett                                      | kiesett           | 9.       |
| Aziz Salihu          | Szupernehézsúly |                                 | erőnyerő                        | Ulli Kaden (GDR) · 0:5                   | kiesett                      | kiesett                                      | kiesett           | 9.       |

RSC – a mérkőzésvezető megállította a mérkőzést

## Sportlövészet
Férfi
| Versenyző        | Versenyszám           | Selejtező | Selejtező | Döntő   | Döntő    |
| Versenyző        | Versenyszám           | Pont      | Helyezés  | Pont    | Helyezés |
| ---------------- | --------------------- | --------- | --------- | ------- | -------- |
| Rajmond Debevec  | Légpuska              | 585       | 25.       | kiesett | kiesett  |
| Goran Maksimović | Légpuska              | 594       | 1.        | 695,6   |          |
| Goran Maksimović | Sportpuska, fekvő     | 596       | 11.       | kiesett | kiesett  |
| Goran Maksimović | Sportpuska, összetett | 1173      | 5.        | 1271,5  | 8.       |
| Srećko Pejović   | Sportpuska, összetett | 1165      | 21.       | kiesett | kiesett  |
| Srećko Pejović   | Sportpuska, fekvő     | 588       | 47.       | kiesett | kiesett  |

Női
| Versenyző         | Versenyszám           | Selejtező | Selejtező | Döntő   | Döntő    |
| Versenyző         | Versenyszám           | Pont      | Helyezés  | Pont    | Helyezés |
| ----------------- | --------------------- | --------- | --------- | ------- | -------- |
| Jasna Šekarić     | Sportpisztoly         | 591       | 1.        | 686     |          |
| Jasna Šekarić     | Légpisztoly           | 389       | 2.        | 489,5   |          |
| Eszter Poljak     | Légpisztoly           | 373       | 25.       | kiesett | kiesett  |
| Eszter Poljak     | Sportpisztoly         | 580       | 18.       | kiesett | kiesett  |
| Mladenka Maleniča | Légpuska              | 387       | 22.       | kiesett | kiesett  |
| Mladenka Maleniča | Sportpuska, összetett | 570       | 28.       | kiesett | kiesett  |

## Tenisz
Férfi
| Versenyző                             | Versenyszám | 64-es főtábla                            | 32-es főtábla                                                            | Nyolcaddöntő                                                 | Negyeddöntő                                                                 | Elődöntő          | Döntő             | Helyezés |
| Versenyző                             | Versenyszám | Ellenfél Eredmény                        | Ellenfél Eredmény                                                        | Ellenfél Eredmény                                            | Ellenfél Eredmény                                                           | Ellenfél Eredmény | Ellenfél Eredmény | Helyezés |
| ------------------------------------- | ----------- | ---------------------------------------- | ------------------------------------------------------------------------ | ------------------------------------------------------------ | --------------------------------------------------------------------------- | ----------------- | ----------------- | -------- |
| Slobodan Živojinović                  | Egyes       | Morten Christensen (DEN) · 7–5, 6–2, 6–4 | Guy Forget (FRA) · 5–7, 6–7, 2–6                                         | kiesett                                                      | kiesett                                                                     | kiesett           | kiesett           | 17.      |
| Goran Ivanišević                      | Egyes       | Kelly Evernden (NZL) · 6–7, 3–6, 3–6     | kiesett                                                                  | kiesett                                                      | kiesett                                                                     | kiesett           | kiesett           | 33.      |
| Slobodan Živojinović Goran Ivanišević | Páros       |                                          | Nagy-Britannia (GBR) · Jeremy Bates · Andrew Castle · 7–5, 2–6, 6–3, 7–6 | Svájc (SUI) · Heinz Günthardt · Jakob Hlasek · 6–3, 7–6, 6–3 | Spanyolország (ESP) · Emilio Sánchez Vicario · Sergio Casal · 1–6, 6–7, 3–6 | kiesett           | kiesett           | 5.       |

Női
| Versenyző     | Versenyszám | 64-es főtábla                            | 32-es főtábla                      | Nyolcaddöntő      | Negyeddöntő       | Elődöntő          | Döntő             | Helyezés |
| Versenyző     | Versenyszám | Ellenfél Eredmény                        | Ellenfél Eredmény                  | Ellenfél Eredmény | Ellenfél Eredmény | Ellenfél Eredmény | Ellenfél Eredmény | Helyezés |
| ------------- | ----------- | ---------------------------------------- | ---------------------------------- | ----------------- | ----------------- | ----------------- | ----------------- | -------- |
| Sabrina Goleš | Egyes       | Arantxa Sánchez Vicario (ESP) · 6–4, 6–2 | Gabriela Sabatini (ARG) · 1–6, 0–6 | kiesett           | kiesett           | kiesett           | kiesett           | 17.      |

## Torna
Férfi
| Versenyző   | Versenyszám      | Selejtező | Selejtező | Döntő    | Döntő    |
| Versenyző   | Versenyszám      | Pontszám  | Helyezés  | Pontszám | Helyezés |
| ----------- | ---------------- | --------- | --------- | -------- | -------- |
| Jože Kolman | Talaj            | 18,25     | 84.       | kiesett  | kiesett  |
| Jože Kolman | Ugrás            | 18,90     | 67.       | kiesett  | kiesett  |
| Jože Kolman | Korlát           | 18,55     | 87.       | kiesett  | kiesett  |
| Jože Kolman | Nyújtó           | 17,85     | 85.       | kiesett  | kiesett  |
| Jože Kolman | Gyűrű            | 18,40     | 83.       | kiesett  | kiesett  |
| Jože Kolman | Lólengés         | 18,50     | 79.       | kiesett  | kiesett  |
| Jože Kolman | Egyéni összetett | 110,45    | 82.       | kiesett  | kiesett  |

### Ritmikus gimnasztika
| Versenyző     | Versenyszám | Selejtező | Selejtező | Döntő   | Döntő    |
| Versenyző     | Versenyszám | Pont      | Hely.     | Pont    | Helyezés |
| ------------- | ----------- | --------- | --------- | ------- | -------- |
| Milena Reljin | Egyéni      | 39,00     | 6.        | 58,500  | 9.       |
| Dara Terzić   | Egyéni      | 36,00     | 39.       | kiesett | kiesett  |

## Úszás
Férfi
| Versenyző     | Versenyszám  | Előfutam | Előfutam | Előfutam | Döntő   | Döntő    | Döntő   | Helyezés |
| Versenyző     | Versenyszám  | Idő      | Hely.    | Össz.    | Típus   | Idő      | Hely.   | Helyezés |
| ------------- | ------------ | -------- | -------- | -------- | ------- | -------- | ------- | -------- |
| Darjan Petrič | 1500 m gyors | 15:16,99 | 3.       | 8.       | A       | 15:37,12 | 8.      | 8.       |
| Darjan Petrič | 400 m gyors  | 3:56,94  | 6.       | 20.      | kiesett | kiesett  | kiesett | kiesett  |
| Igor Majcen   | 400 m gyors  | 3:58,90  | 1.       | 28.      | kiesett | kiesett  | kiesett | kiesett  |
| Igor Majcen   | 1500 m gyors | 15:29,16 | 7.       | 18.      | kiesett | kiesett  | kiesett | kiesett  |

Női
| Versenyző            | Versenyszám  | Előfutam | Előfutam | Előfutam | Döntő   | Döntő   | Döntő   | Helyezés |
| Versenyző            | Versenyszám  | Idő      | Hely.    | Össz.    | Típus   | Idő     | Hely.   | Helyezés |
| -------------------- | ------------ | -------- | -------- | -------- | ------- | ------- | ------- | -------- |
| Anamarija Petričević | 200 m mell   | 2:40,80  | 6.       | 32.      | kiesett | kiesett | kiesett | kiesett  |
| Anamarija Petričević | 200 m vegyes | 2:19,38  | 4.       | 13.      | B       | 2:19,63 | 5.*     | 13.*     |
| Anamarija Petričević | 400 m vegyes | 4:54,17  | 4.       | 17.      | kiesett | kiesett | kiesett | kiesett  |

* - egy másik versenyzővel azonos eredményt ért el

## Vitorlázás
Férfi
| Versenyző        | Versenyszám | Futam | Futam | Futam | Futam | Futam   | Futam | Futam | Pontszám | Helyezés |
| Versenyző        | Versenyszám | 1     | 2     | 3     | 4     | 5       | 6     | 7     | Pontszám | Helyezés |
| ---------------- | ----------- | ----- | ----- | ----- | ----- | ------- | ----- | ----- | -------- | -------- |
| Roland Milošević | Divízió II  | 30,0  | 18,0  | 11,7  | 14,0  | (52,0*) | 15,0  | 24,0  | 112,7    | 15.      |

* - nem ért célba

## Vízilabda
| Jugoszláv férfi vízilabdacsapat-játékoskeret                                                                     | Jugoszláv férfi vízilabdacsapat-játékoskeret                                                                    |
| --- | --- |
| - Aleksandar Šoštar - Deni Lušić - Dubravko Šimenc - Perica Bukić - Veselin Ðuho - Dragan Andrić - Mirko Vičević | - Igor Gočanin - Mislav Bezmalinović - Tomislav Paškvalin - Igor Milanović - Goran Rađenović - Renco Posinković |

### Eredmények
Csoportkör
B csoport
| Csapat                 | M | Gy | D | V | G+ | G– | Gk  | P |
| ---------------------- | - | -- | - | - | -- | -- | --- | - |
| Egyesült Államok (USA) | 5 | 4  | 0 | 1 | 56 | 40 | +16 | 8 |
| Jugoszlávia (YUG)      | 5 | 4  | 0 | 1 | 60 | 38 | +22 | 8 |
| Spanyolország (ESP)    | 5 | 3  | 1 | 1 | 48 | 38 | +10 | 7 |
| Magyarország (HUN)     | 5 | 2  | 1 | 2 | 50 | 43 | +7  | 5 |
| Görögország (GRE)      | 5 | 1  | 0 | 4 | 45 | 66 | –21 | 2 |
| Kína (CHN)             | 5 | 0  | 0 | 5 | 34 | 68 | –34 | 0 |

| 1988. szeptember 21. 10:15 | Egyesült Államok (USA) | 7–6 | Jugoszlávia (YUG) |  |
| 1988. szeptember 21. 10:15 | (1–1, 1–1, 2–2, 3–2)   |     |                   |  |
| 1988. szeptember 21. 10:15 |                        |     |                   |  |

| 1988. szeptember 22. 11:30 | Magyarország (HUN)   | 9–10 | Jugoszlávia (YUG) |  |
| 1988. szeptember 22. 11:30 | (1–3, 3–1, 1–4, 4–2) |      |                   |  |
| 1988. szeptember 22. 11:30 |                      |      |                   |  |

| 1988. szeptember 23. 10:15 | Görögország (GRE)    | 7–17 | Jugoszlávia (YUG) |  |
| 1988. szeptember 23. 10:15 | (1–6, 0–3, 3–5, 3–3) |      |                   |  |
| 1988. szeptember 23. 10:15 |                      |      |                   |  |

| 1988. szeptember 26. 16:30 | Spanyolország (ESP)  | 8–10 | Jugoszlávia (YUG) |  |
| 1988. szeptember 26. 16:30 | (0–4, 3–2, 2–2, 3–2) |      |                   |  |
| 1988. szeptember 26. 16:30 |                      |      |                   |  |

| 1988. szeptember 27. 16:30 | Kína (CHN)           | 7–17 | Jugoszlávia (YUG) |  |
| 1988. szeptember 27. 16:30 | (1–5, 3–1, 1–6, 2–5) |      |                   |  |
| 1988. szeptember 27. 16:30 |                      |      |                   |  |

Elődöntő
| 1988. szeptember 30. 15:15 | NSZK (FRG)           | 10–14 | Jugoszlávia (YUG) |  |
| 1988. szeptember 30. 15:15 | (2–3, 3–3, 2–3, 3–5) |       |                   |  |
| 1988. szeptember 30. 15:15 |                      |       |                   |  |

Döntő
| 1988. október 1. 21:30 | Jugoszlávia (YUG)         | 9–7 (h. u.) | Egyesült Államok (USA) |  |
| 1988. október 1. 21:30 | (1–2, 1–2, 3–1, 1–1, 3–1) |             |                        |  |
| 1988. október 1. 21:30 |                           |             |                        |  |

| Csapat            | Helyezés |
| ----------------- | -------- |
| Jugoszlávia (YUG) |          |